# Ferme de l'abbaye de Bucilly
Pour les articles homonymes, voir Ferme de l'abbaye.
La ferme de l'abbaye de Bucilly est une ferme située à Bucilly, en France.

## Localisation
La ferme est située sur la commune de Bucilly, dans le département de l'Aisne.

## Historique
Le monument est inscrit au titre des monuments historiques en 2009.